# Minamoto no Yukiie
Minamoto no Yukiie (源行家, 1145-1er juin 1186) était un frère de Minamoto no Yoshitomo et un commandant de l'une des armées du clan Minamoto durant la guerre de Gempei.

## Biographie
Répondant comme d'autres membres du clan à l'appel aux armes du prince Mochihito en 1180, il est battu par Taira no Tomomori le 25 avril 1181 à la bataille de Sunomata et doit s'enfuir. Il est à nouveau battu à la bataille de Yahagigawa alors qu'il tentait de gagner du temps en détruisant le pont sur la rivière Yahagi (矢作川) et en mettant en place un mur défensif. Cependant, Tomomori tombe malade et doit renoncer à le poursuivre. Deux ans plus tard, en 1183, Tomomori bat à nouveau Yukiie à la bataille de Muroyama.
Pendant un temps, Yukiie suit son neveu Minamoto no Yoshinaka dans son complot pour renverser Minamoto no Yoritomo, le chef du clan, mais quand Yoshinaka suggère de kidnapper l'empereur retiré Go-Shirakawa en 1184, il le trahit et révèle ce plan à l'ex-empereur, qui lui-même le révèle à Yoritomo. Bien qu'après s'être retiré du complot il ait rejoint les armées de Yoritomo pour venir à bout de Yoshinaka durant le siège du Hōjūjiden, il est décapité en 1186 pour haute trahison.